# Cuello proconsular
Cuello proconsular es una tumefacción o hinchazón que procede del límite del cuello con la mandíbula. Es debido a una adenitis (inflamación de los ganglios) submaxilares con paniculitis (inflamación del tejido subcutáneo de la mandíbula) de etiología infecciosa, generalmente descrito en la difteria y en la tuberculosis aunque puede ser causado por cualquier bacteria. Es una anormalidad muy dolorosa y en términos vulgares, da una papada inflamada y edematosa.
Se llama así por alusión al cuello excesivamente voluminoso del busto del procónsul Vitelio.
- Datos: Q8352390